# Retio

Situación aproximada de Retio, en la costa del Helesponto.

Retio o Reteo (en griego; Ῥοίτειον) era una antigua ciudad de la Tróade.
Fue habitada por colonos de Astipalea, que desde allí colonizaron un lugar junto al río Simois al que llamaron Polio y que posteriormente se llamó Polisma, que fue pronto destruida por no estar fortificada.
Es citada por Heródoto, al relatar que el ejército persa bajo el mando de Jerjes, en su marcha a la expedición contra Grecia del año 480 a. C., dejó a la izquierda el territorio de Reteo, Ofrineo y Dárdano, antes de llegar a Abidos.
Reteo fue tomada el año 424 a. C. por exiliados de Lesbos y mercenarios del Peloponeso. Posteriormente la devolvieron a cambio de un pago de 2000 estateros focenses.
Según Tito Livio, durante la guerra entre los romanos y Antíoco III, Reteo, al igual que las ciudades de Eleunte y Dárdano, enviaron embajadores para poner sus ciudades bajo la protección de Roma. Las ciudades de Retio y Gergita se unieron en sinecismo con Ilión a consecuencia de la paz de Apamea del año 188 a. C.
Sin embargo la ciudad siguió existiendo puesto que es mencionada por Plinio el Viejo que la ubica en un lugar llamado costas Reteas junto a Dárdano y Arisbe, a una distancia de setenta estadios de Dárdano.
Estrabón, por su parte, sitúa la ciudad en una colina cerca de la costa donde se encontraban, según la tradición, la tumba y el santuario de Áyax, así como una estatua. Ubica Retio a sesenta estadios de Sigeo, cerca del río Simois.
Se conservan monedas de plata acuñadas por Retio que se han fechado hacia 350-300 a. C. donde figura la inscripción «ΡΟΙΤΕΙ».